# 王宗勋
王宗勋（9世纪—925年），中國五代十国時代人物，前蜀高祖王建的义子。
事奉王建为义子，王建给他赐姓名王宗勋。前蜀后主乾德年间，后主王衍东巡，任命王宗勋为清道指挥使。后唐军入境，他和王宗俨、王宗昱为三招讨抵御。三泉之战，兵败。后主让王宗弼到军中诛杀王宗勋。王宗弼逃回，王宗勋追赶，王宗弼把诏书给他看，于是王宗勋归降后唐。不久之后，被魏王李继岌杀死。